# Takashi Miki
Takashi Miki (Kanagawa, 23 juli 1978) is een Japans voetballer.

## Carrière
Takashi Miki speelde tussen 1997 en 2008 voor Bellmare Hiratsuka, Oita Trinita en Nagoya Grampus. Hij tekende in 2009 bij Tokushima Vortis.